# Gavião do Oeste
Os Gaviões do Oeste - assim denominados na literatura antropológica por serem, dos grupos Gaviões, os que habitam em condições ecológicas mais ocidentais -, são índios Timbira, que falam uma língua filiada ao tronco linguístico Macro-Jê.
Os “Gaviões do oeste” vieram a se fixar a margem direita do Rio Tocantins, por rejeição ao contato com a frente de expansão, sobretudo criadores de gado nos campos maranhenses, se reorganizaram em três unidades nomeadas de acordo com a localização em relação à bacia do rio Tocantins: 
- Parkatêjê (o povo da jusante); [1]
- Kykatêjê (povo da montante), e que por motivo de conflitos contra o primeiro povo, refugiou-se na montante do rio Tocantins; [1]
- Akrãtikatêjê (povo da montanha), que ocupava as cabeceiras do Rio Capim. [1]

Os Pucobié ou Pykopjê, também conhecidos como "Pykopcatejê", "Pukobiê" e "Gavião do Maranhão" é um povo indígena brasileiro que se localiza no sudoeste do estado do Maranhão e são também chamados de Gaviões do Alto Pindaré ou do Leste. 
Os atuais Gaviões Kykatêjê residentes na zona tocantina paraense são originários das terras do Estado do Maranhão e conhecidos como "Turma do Maranhão". A chegada do último grupo local Gavião ao Pará se reporta ao ano de 1969, quando um grupo "pacificado" no ano anterior pelo sertanista Antônio Cotrim, nos campos de Imperatriz, foi levado para a Terra Indígena Mãe Maria, no município de São João do Araguaia - hoje fazendo parte do município de Bom Jesus do Tocantins -, local em que se mantém até o presente. 
Alguns índios remanescentes de um grupo que habitava a Reserva Gavião da Montanha, localizada no município de Tucuruí, em meados da década de setenta, ainda permaneciam neste local, foram deslocados para a Terra Indígena Mãe Maria, contudo ainda reivindicando indenização por ter suas terras tradicionais alagadas pela Hidrelétrica de Tucuruí.
A maior parte do povos Gaviões remanescentes encontram-se na Reserva Mãe Maria, aldeados ao longo da BR-222. O Grupo que habita no km 30 se autodenomina Parakatejê ou Rorokateyê, os que habitam no km 34 se autodenominam Kyikatejê ou Koykateyê e o grupo Gavião da Montanha, ainda não tem território fixo, com parte do grupo ainda habitando nas redondezas da Hidroelétrica de Tucuruí.